# Рагби јунион репрезентација Уганде
Рагби јунион репрезентација Уганде је рагби јунион тим који представља Уганду у овом екипном спорту. Уганда је у прошлости била британска колонија и логично Енглези су популаризовали рагби у овој афричкој држави. Први званични тест меч Уганда је играла 1958. и поражена је 21-11, а противник је била Рагби јунион репрезентација Кеније. 2003. Уганда је забележила најубедљивију победу од 100-0 над репрезентацијом Бурундија. 

## Тренутни састав
Мајкл Тамалите
Крис Лубанга
Ендру Олвени
Џон Вандихо
Асуман Мунгерва
Сирус Ватам
Соломон Окиа
Џастин Кимоно
Оскар Каланго
Патрик Леку
Џосеф Аредо
Кевин Макмот
Крис Лубанга
Џон Вандинго
Ендру Олвени
Сирис Ватум
Брајан Асаба
Тимоти Кабонеро 